# 154 км (колійний пост)
154 кіломе́тр — залізничний колійний пост Львівської дирекції Львівської залізниці.
Розташований на північно-східній околиці міста Стрий (поблизу Стрийський коледж Львівського НАУ, перед мостом на E471 та на місці розгалуження залізничних колій в обхід станції Стрий), Стрийський район Львівської області на лінії Стрий — Ходорів між станціями Стрий (3 км) та Ходовичі (8 км).
Станом на травень 2019 року щодня чотири пари дизель-потягів прямують за напрямком Стрий — Ходорів, проте не зупиняються на колійному пості.